# Мулен Руж
Вижте пояснителната страница за други значения на Мулен Руж.
„Мулен Руж“ (на френски: Moulin Rouge, Червената мелница) е известно нощно заведение, кабаре в Париж, открито на 6 октомври 1889 г. по случай първата световна изложба. Разположено е в 18-и арондисман, в близост до прословутия квартал с червените фенери и Плас Пигал.
Залата побира 850 души. В кабарето е играла и българката Фео Мустакова (р. 1909). Тук са пели Жан Габен, Едит Пиаф, Морис Шевалие, Ив Монтан, Франк Синатра, Лайза Минели и други.
Прочутият канкан, който става емблематичен тук, е кадрил по музика на Офенбах. В края на 19 век англичанинът Чарлз Мортън го нарича френч канкан и според него е „ужасно шумен танц, дошъл от Франция“.
Звездите на „Мулен Руж“ стават известни предимно от картините на известния художник Анри дьо Тулуз-Лотрек, който от самото откриване на кабарето идва в него всяка вечер и вдъхновен от красивите танцьорки, създава творбите си.